# Hultstjärnen (Härryda socken, Västergötland)
Hultstjärnen är en sjö i Härryda kommun i Västergötland och ingår i Göta älvs huvudavrinningsområde.